# 安徽省蚌埠第三中学
32°56′48.50″N 117°22′52.76″E / 32.9468056°N 117.3813222°E
安徽省蚌埠第三中学，简称蚌埠三中，是安徽省示范性普通高中。先后荣获“安徽省文明单位”、“安徽省绿色学校”、“安徽省家教名校”等多项荣誉称号。1958年10月，中國国家领导人刘少奇亲临学校视察。